# Pac-Kügelchen
Pac-Kügelchen (Englisch: pebbles) sind eine Verarbeitungsform für Kernbrennstoff. Die Bezeichnung leitet sich her von dem englischen Ausdruck sphere-pac (deutsch „Kugelpackungs-“) in sphere-pac fuel, „Kugelpackungsbrennstoff“.

## Beschreibung
Der Brennstoff (meist ein Metall-Oxid oder Gemisch von Oxiden) wird als Schüttung aus annähernd kugelförmigen Partikeln in den Brennstab eingefüllt und durch Vibrieren verdichtet. Mit Kugeln in 2 bis 3 verschiedenen Größen mit Durchmessern zwischen etwa 1 % und 10 % des Hüllrohr-Innendurchmessers lassen sich genügende Schüttdichten erzielen. Dieses Verfahren hat verschiedene technische Vorteile gegenüber der konventionellen Methode, bei der das Material in Form von zylindrischen Pellets im Brennstab aufgestapelt wird.

## Verwendung
Die Kugelpackungstechnik ist bei jeder Nuklidzusammensetzung des Brennstoffs anwendbar. Sie wurde zunächst zur Herstellung von thoriumhaltigem Brennstoff entwickelt, wird aber auch eingesetzt für MOX-Brennstoff, also Uran-Plutonium-Mischoxid, in dem aus der Wiederaufarbeitung gebrauchter Brennelemente gewonnenes Plutonium verwertet wird. (Dieses Plutonium enthält als Begleitelemente auch kleine Anteile von Americium und Curium. Daher kommt vermutlich der Irrtum, „Pac“ sei eine Abkürzung für „Plutonium-Americium-Curium“.)
Eine Sonderform der Kügelchen sind coated particles („ummantelte Teilchen“). Dieser Kugel-Typ ist umhüllt mit mehreren Schichten aus Graphit, in manchen Fällen zusätzlich auch Siliziumcarbid, die den Austritt von Spaltprodukten fast vollständig verhindern sollen. Neuere Untersuchungen weisen jedoch aus, dass diffusionsbedingt bestimmte Radionuklide nicht ausreichend zurückgehalten werden können. Dieser Brennstofftyp wurde, in Graphit eingebettet, in gasgekühlten Reaktoren, insbesondere Kugelhaufenreaktoren (pebble bed reactor) wie z. B. dem Kernkraftwerk THTR-300 mit ausschließlich Kugeln gleicher Größe verwendet.
Wirtschaftlich ist die Kugelpackungstechnologie allgemein dann, wenn das jeweilige Material bei der Verarbeitung wegen seiner Strahlung und der Kontaminationsgefahr fernbedient gehandhabt werden kann. Als Vorteil wird angeführt, dass die Kugeln in einem nasschemischen Verfahren und damit ohne Staubbildung hergestellt werden. 
Frisches, noch nicht mit Neutronen bestrahltes Uranoxid kann ohne Einschluss direkt gehandhabt werden. Mit den verwendeten Mischoxiden entfällt dies.

## Fraglicher Zusammenhang mit Leukämiecluster Elbmarsch
Kleine Kügelchen wurden im Leukämiecluster Elbmarsch verteilt im Boden und auf Häuserdächern gefunden. Das Verhalten von Brennstoffkügelchen war am GKSS theoretisch erforscht worden, für entsprechende Experimente gibt es jedoch keine Belege. Die Vermutung besorgter Bürger sowie von Umweltgruppen, es könnte sich bei den gefundenen Teilchen um radioaktive Pac-Kügelchen handeln, ist somit umstritten.